# Pic la Selle
Pic la Selle (též Morne La Selle, haitsky Pik Lasel, 2680 m n. m.) je hora v pohoří Chaîne de la Selle na ostrově Hispaniola. Leží na území Haiti v departementu Ouest v arrondissementu Croix-des-Bouquets nedaleko hranic s Dominikánskou republikou. Nachází se v národním parku La Visite. Jedná se o nejvyšší horu Haiti, avšak nejvyšší horou ostrova je Pico Duarte.